# Haixun 01
Die Haixun 01 ist ein Patrouillenschiff der China Maritime Safety Administration (CMSA), das seit 2013 in Dienst steht.
Das Schiff wurde im April 2013 durch die CMSA übernommen. Im Vergleich zu den anderen Schiffen der CMSA-Flotte ist es für Einsätze außerhalb Küstengewässer tauglich und wird dort eingesetzt. China hat den Bau von vier baugleichen Schiffen angeordnet.

## Geschichte
Das Schiff lief am 28. Juli 2012 vom Stapel und wurde Ende April 2013 an die China Maritime Safety Administration übergeben.

## Einsätze
Im März 2014 beteiligte sich die Haixun 01 an der Suche nach dem vermissten Malaysia-Airlines-Flug 370 vor der Westküste Australiens.